# Championnat des îles Féroé de football 1979
Navigation
1. Deild 1978 1. Deild 1980
La saison 1979 du Championnat des îles Féroé de football était la 38e édition de la première division féroïenne à poule unique, la 1. Deild. Les huit meilleurs clubs du pays jouent les uns contre les autres à deux reprises durant la saison, à domicile et à l'extérieur.
En fin de saison, le dernier du classement est relégué et remplacé par le champion de 2. Deild.
Cette saison voit le sacre de l'IF Fuglafjordur qui termine invaincu en tête du classement, avec un seul point d'avance sur le TB Tvoroyri et 7 sur le tenant du titre, le HB Torshavn. C'est le premier titre de champion de l'histoire du club. Le HB Torshavn perd son titre de champion mais conserve la Coupe des îles Féroé. après sa facile victoire (5-0) en finale face au KÍ Klaksvík.
En bas de classement, comme en 1976, le NSI Runavik ne parvient pas à se maintenir parmi l'élite et termine la saison sans remporter le moindre match.

## Les clubs participants
- B36 Tórshavn
- HB Tórshavn - Tenant du Titre
- IF Fuglafjordur
- KÍ Klaksvík
- MB Midvagur
- NSI Runavik - Promu de 2. Deild
- TB Tvøroyri
- VB Vágur

## Compétition

### Classement
Le barème de points servant à établir le classement se décompose ainsi :
- Victoire : 2 points
- Match nul : 1 point
- Défaite : 0 point

| Rang | Équipe              | Pts | J  | G  | N | P  | Bp | Bc | Diff |
| ---- | ------------------- | --- | -- | -- | - | -- | -- | -- | ---- |
| 1    | IF Fuglafjordur     | 25  | 14 | 11 | 3 | 0  | 34 | 9  | +25  |
| 2    | TB Tvoroyri         | 24  | 14 | 11 | 2 | 1  | 44 | 18 | +26  |
| 3    | HB Torshavn (T) (C) | 18  | 14 | 8  | 4 | 2  | 39 | 20 | +19  |
| 4    | B36 Tórshavn        | 12  | 14 | 4  | 4 | 6  | 21 | 30 | -9   |
| 5    | MB Midvagur         | 11  | 14 | 3  | 5 | 6  | 22 | 27 | -5   |
| 6    | KÍ Klaksvík         | 10  | 14 | 3  | 4 | 7  | 18 | 36 | -18  |
| 7    | VB Vagur            | 8   | 14 | 1  | 6 | 7  | 18 | 33 | -15  |
| 8    | NSI Runavik (P)     | 4   | 14 | 0  | 4 | 10 | 12 | 35 | -23  |

|  | Vainqueur du championnat 1979                                                                    |
|  | Relégation en 2. Deild                                                                           |
|  | (T) Tenant du titre (C) Vainqueur de la Coupe des îles Féroé (P) Club promu de deuxième division |

### Résultats[n 1]
| Résultats (▼dom., ►ext.) | B36 | HB  | ÍF  | KÍ  | MBM | NSÍ | TBT | VBV |
| B36 Tórshavn             |     | 1-1 | 0-0 | 3-1 | 2-2 | 3-0 | 3-4 | 2-2 |
| HB Tórshavn              | 3-1 |     | 2-4 | 3-1 | 5-0 | 5-1 | 1-2 | 4-1 |
| ÍF Fuglafjørður          | 3-1 | 3-2 |     | 4-0 | 2-0 | 3-1 | 3-1 | 1-1 |
| KÍ Klaksvík              | 1-3 | 1-3 | 0-5 |     | 2-0 | 1-0 | 1-1 | 2-0 |
| MB Midvagur              | 1-2 | 1-3 | 0-2 | 1-1 |     | 2-2 | 3-5 | 6-0 |
| NSI Runavik              | 0-1 | 0-0 | 0-2 | 2-5 | 1-2 |     | 0-5 | 1-1 |
| TB Tvøroyri              | 5-0 | 1-2 | 1-1 | 8-1 | 2-0 | 3-2 |     | 2-1 |
| VB Vágur                 | 4-0 | 1-6 | 0-1 | 3-3 | 1-1 | 2-2 | 1-4 |     |

## Bilan de la saison
| Championnat des îles Féroé de football 1979 |                             |
| Champion                                    | IF Fuglafjordur (1er titre) |
| Coupes et trophées                          |                             |
| Vainqueur de la Coupe des îles Féroé 1979   | HB Torshavn                 |
| Promotions et relégations                   |                             |
| Promus en 1. deild                          | GI Gota                     |
| Relégués en 2. deild                        | NSI Runavik                 |